# Джакетти, Фоско
Фо́ско Джаке́тти (итал. Fosco Giachetti; 28 марта 1900, Сесто-Фьорентино, Тоскана — 22 декабря 1974, Рим) — итальянский актёр.

## Биография
Родился 28 марта 1900 года в Сесто-Фьорентино, в семье Алессандро и Маргериты Джакетти, старший из трёх сыновей. В школе увлёкся самодеятельностью, бросил вопреки мнению родителей учёбу и работал в местных любительских театрах. В начале 1920-х годов перешёл во флорентийские труппы, работающие на тосканском диалекте. В этот период познакомился с актрисой Верой Каламаи (Vera Calamai), в 1924 году женился на ней, в 1926 году у них родился единственный сын Лучано. В этом же году Джакетти вместе с женой поступили в труппу Эрмете Дзаккони, в сезон 1928—1929 года при помощи Дзаконни перешёл в труппу Маргериты Баньи и Ренцо Риччи, благодаря которым познакомился с режиссёром и актрисой, русской эмигранткой Татьяной Павловой, которая пригласила его в труппу, основанную ей самой и Ренато Чаленте. В этом коллективе Джакетти получил опыт работы с такими режиссёрами, как Гвидо Сальвини и Брагалья. В 1933 году пришёл в кино.
Получил первую известность благодаря ролям военных в нескольких фильмах: «Белый эскадрон» (Squadrone bianco, 1936), «Бронзовые часовые» (Sentinelle di bronzo, 1937), «Осада Алькасара» (L’assedio dell’Alcazar, 1940). Среди других актёрских работ наиболее примечательны роли в фильмах: «Джузеппе Верди» (1938), «Фары в тумане» (Fari nella nebbia, 1941), «Выстрел пистолета» по повести А. С. Пушкина «Выстрел» (Un colpo di pistola, 1942), «Дом Рикорди» об истории знаменитого нотного издательства XIX века Casa Ricordi (1954), «Была пятница, 17» (Era di venerdì 17, 1956), «Шоумен» (Il mattatore, 1960).
В фильме «Белый эскадрон» режиссёра Аугусто Дженина об эскадроне верблюжьей кавалерии мехаристов в итальянской Ливии Джакетти сыграл капитана Сантелию, в распоряжение которого прибывает для дальнейшего прохождения службы безнадёжно влюблённый в аристократку Кристиану лейтенант Марио Лудовичи. Эскадрон участвует в подавлении восстания местных племён, Сантелия героически погибает, но лейтенант спасает своих подчинённых, а в финале отказывается вернуться вместе со своей возлюбленной в Италию, выбирая преданность своим боевым товарищам. Лента награждена Кубком Муссолини за лучший итальянский фильм на 4-м Венецианском кинофестивале.
В 1940 году в новом фильме Дженина «Осада Алькасара», действие которого разворачивается на фоне реальных событий Гражданской войны в Испании, связанных с осадой республиканцами военного училища в Толедо в 1936 году, сыграл главную роль — капитана Велы. По сюжету богатая испорченная женщина по имени Кармен (её играет французская актриса Мирей Бален) укрывается вместе с франкистами в Алькасаре и постепенно перерождается за время осады, начав работать на общих основаниях и ухаживая за ранеными. Вела оказывается способным полюбить её только после того, как она разделяет с ним фашистские ценности дисциплины и самопожертвования. На 8-м Венецианском кинофестивале 1940 года картина была удостоена Кубка Муссолини за лучший итальянский фильм.

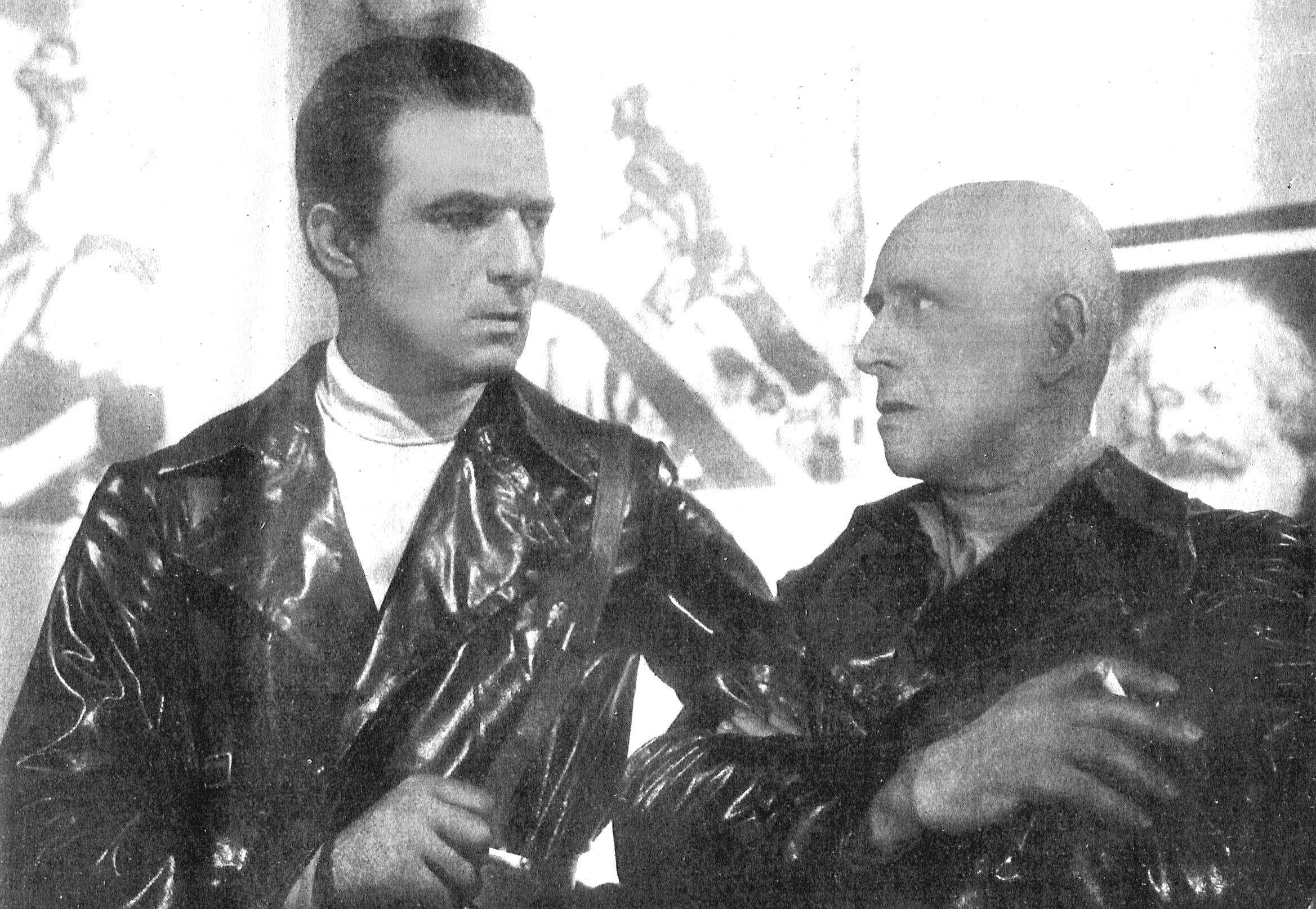
Джакетти (слева) и Пикассо, Ламберто в фильме «Мы — живые»

Наряду с Амедео Надзари и Джино Черви Фоско Джакетти вошёл в число наиболее популярных итальянских актёров фашистского периода. В 1942 году он сыграл одну из главных ролей — Андрея Таганова — в большом фильме режиссёра Гоффредо Алессандрини Noi vivi, экранизации романа Айн Рэнд «Мы — живые», действие которого происходит в Советской России в начале 1920-х годов. Его герой проходит путь от убеждённого коммуниста до разочарованного в своих идеях человека и совершает самоубийство. Кира — женщина, чьей любви герой долго добивался, погибает при попытке нелегально уйти через советскую границу на Запад, используя для маскировки на снегу подвенечное платье, которое ей так и не довелось надеть по прямому назначению.
В 1942 году Джакетти снялся ещё в одном пропагандистском фильме Дженина — «Бенгази». Сюжет основан на событиях 57-дневной британской оккупации ливийского города Бенгази в 1942 году (этот фильм также удостоен Кубка Муссолини за лучший итальянский фильм на 10-м Венецианском кинофестивале 1942 года). Джакетти получил кубок Вольпи за лучшую мужскую роль, создав образ капитана Берти в одной из четырёх новелл, на которые разделена картина. Тот убеждает свою жену Карлу, против её воли, бежать из Бенгази от наступающих англичан, но в пути их маленький сын получает смертельное ранение.
В 1949 году вернулся в театр, снова вместе с женой. Играли в одной труппе с Лаурой Карли и другими исполнителями. В 1954 году начал работать на телевидении, но в 1957—1958 году ещё появился на сцене неаполитанского театра, а в 1963 году в последний раз вышел на подмостки в городке Сан-Миниато. В 1969 году снялся на телевидении в постановке Сандро Больки «Братья Карамазовы» по роману Ф. М. Достоевского. Работал на радио Флоренции, ещё несколько раз снялся в кино, в том числе в фильме «Конформист» Бернардо Бертолуччи в 1970 году. Умер 22 декабря 1974 года в Риме.

## Галерея

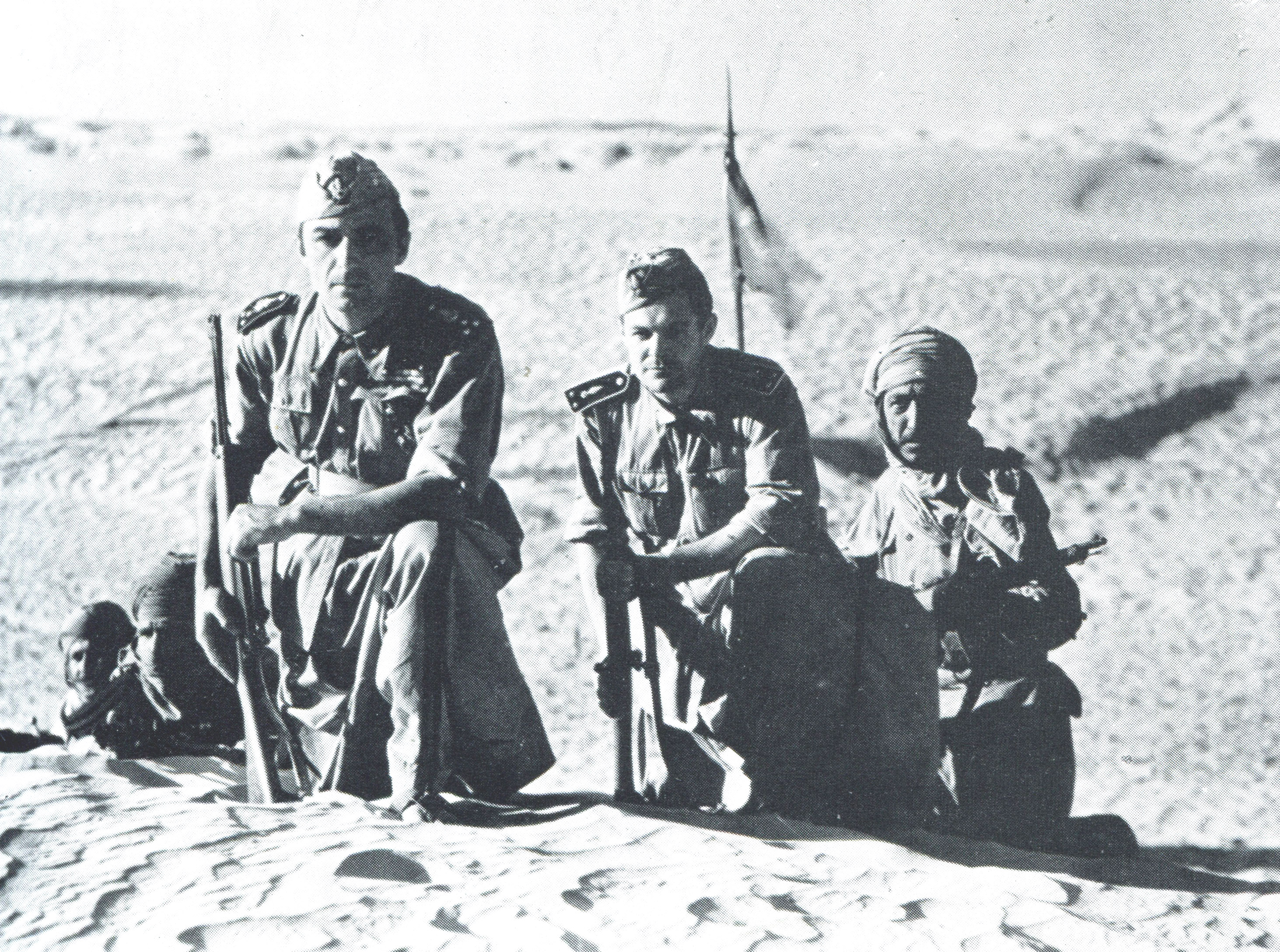
Слева направо: Джакетти, Антонио Чента[итал.] и Чезаре Полакко[итал.] в фильме «Белый эскадрон»
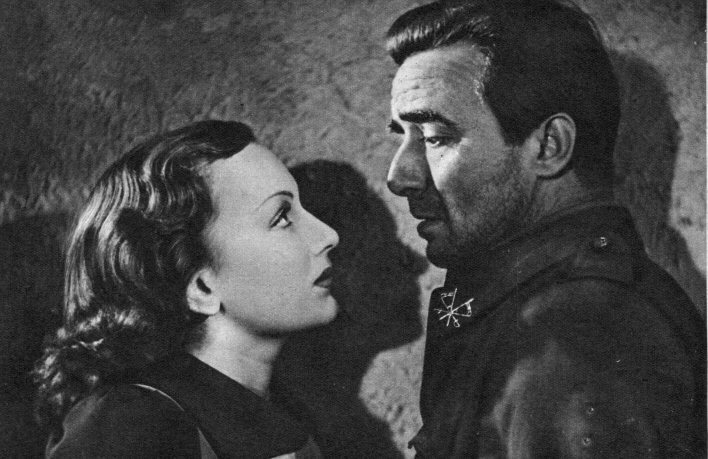
С Мирей Бален в фильме «Осада Алькасара»
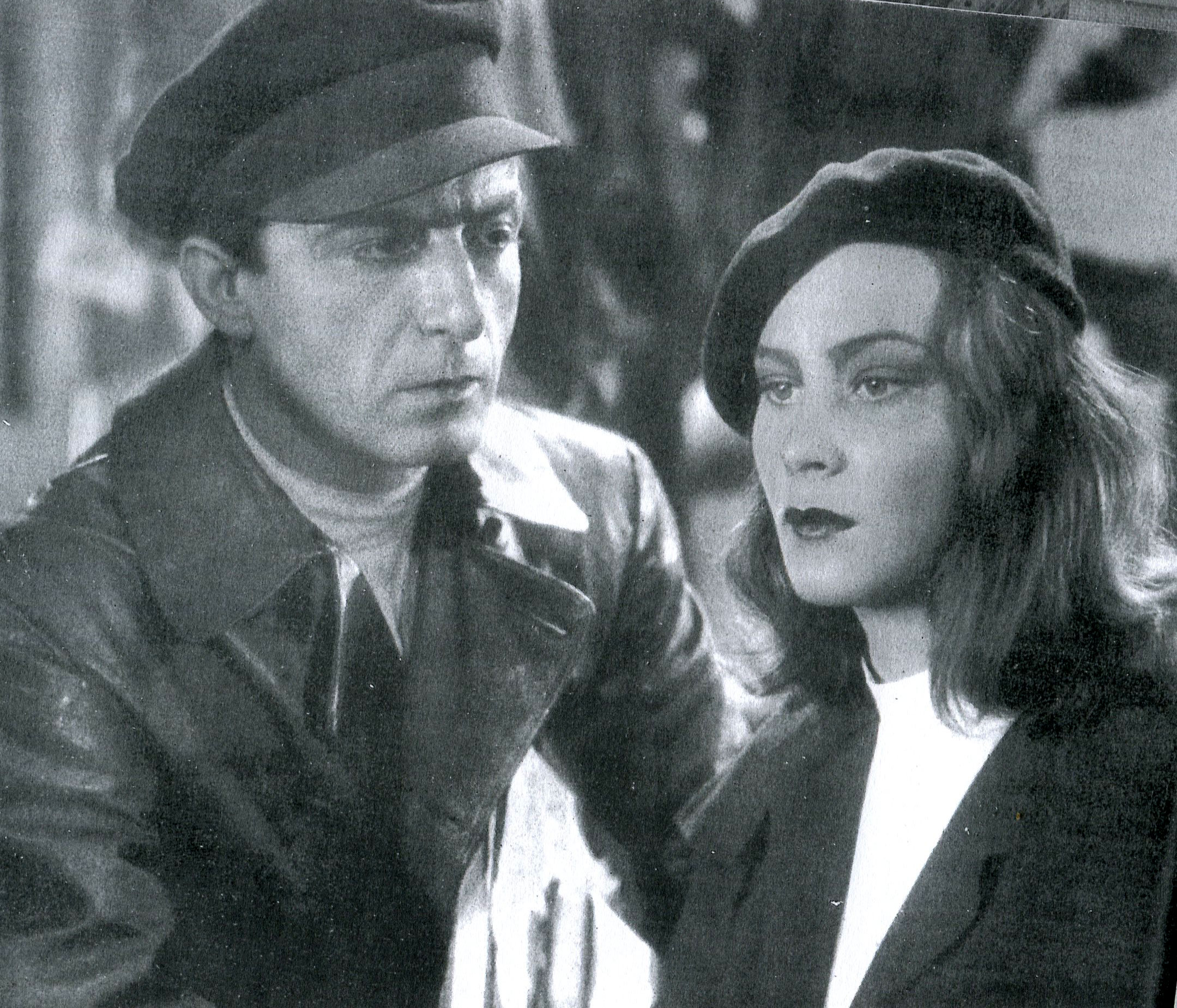
С Алидой Валли в фильме «Мы — живые»
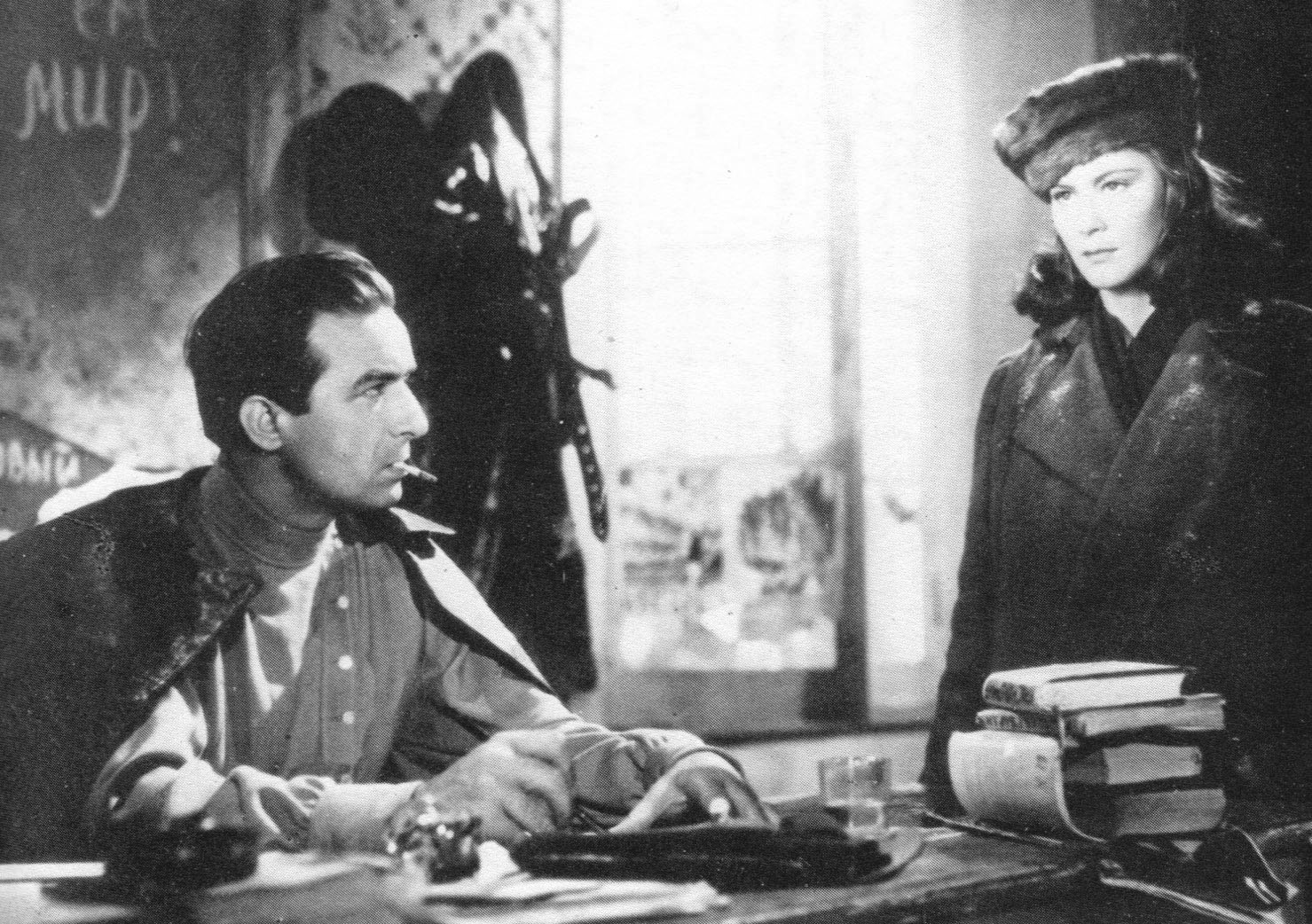
С Алидой Валли в фильме «Мы — живые»
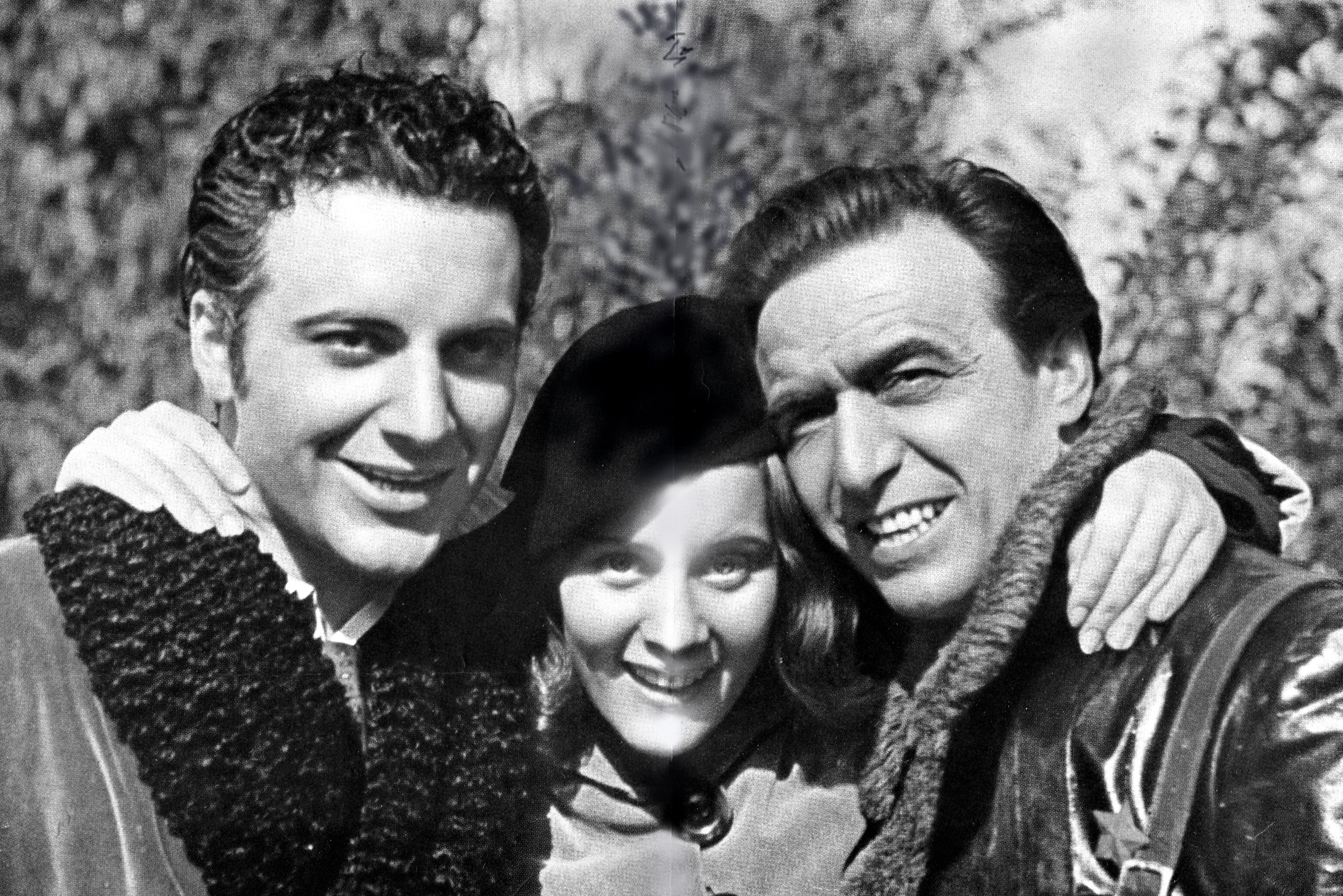
С Россано Брацци (слева) и Алидой Валли на съёмочной площадке фильма «Мы — живые»
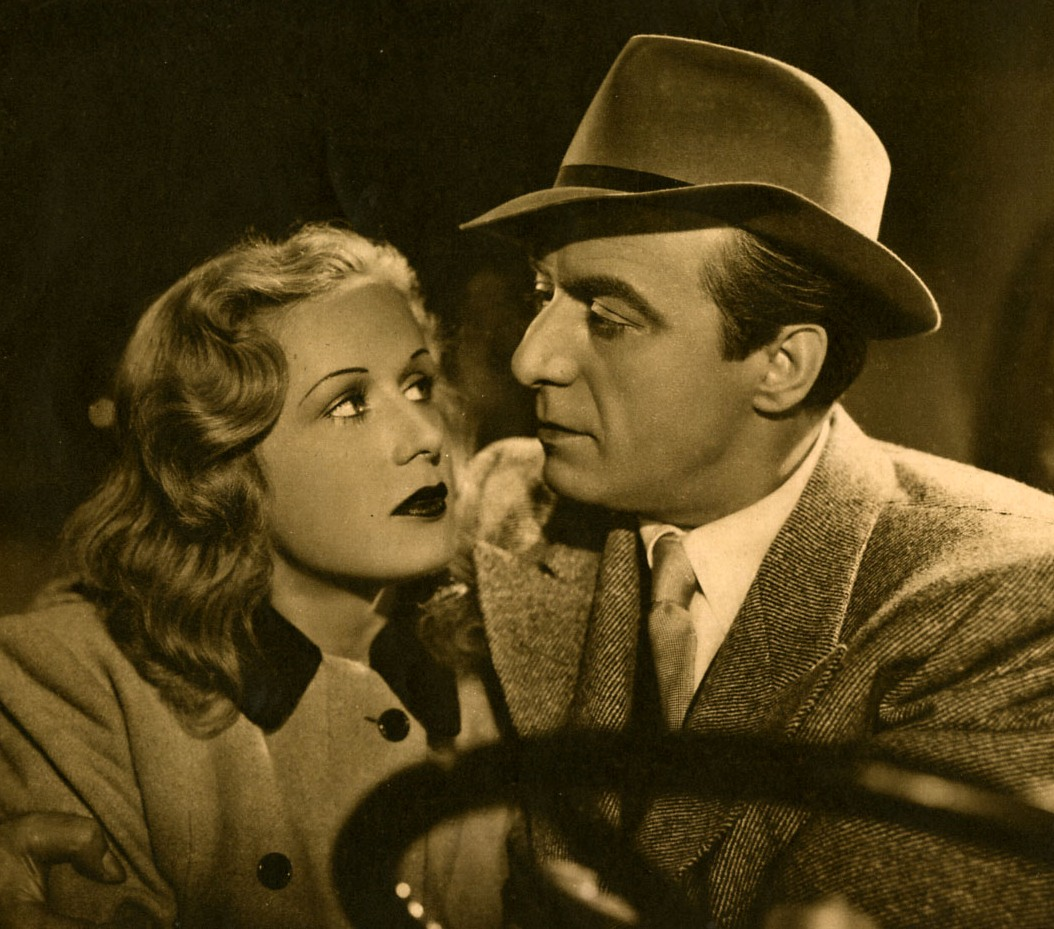
С Верой Карми в фильме «Скрытный»
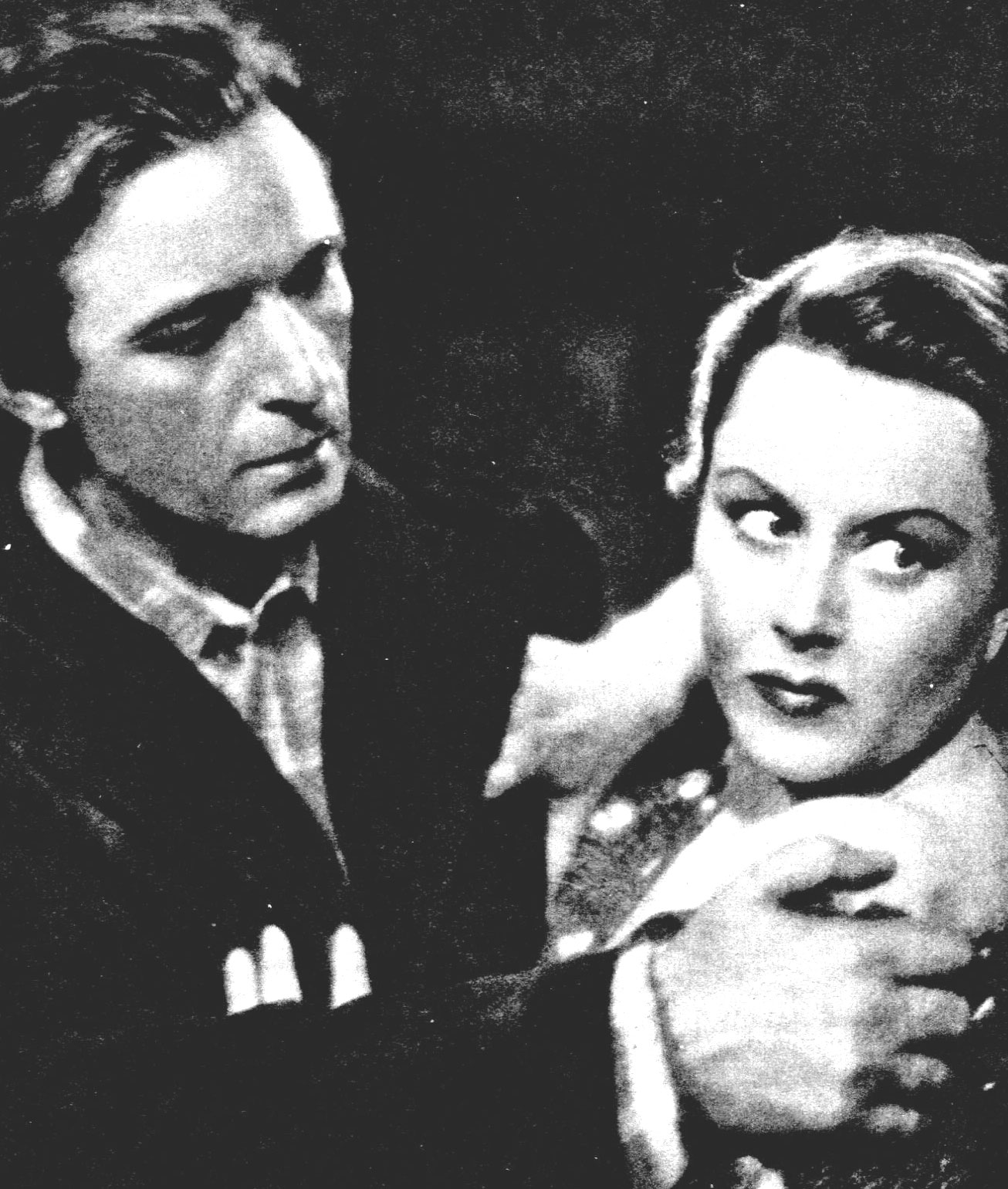
С Паолой Барбара[итал.] в фильме «Грешница»
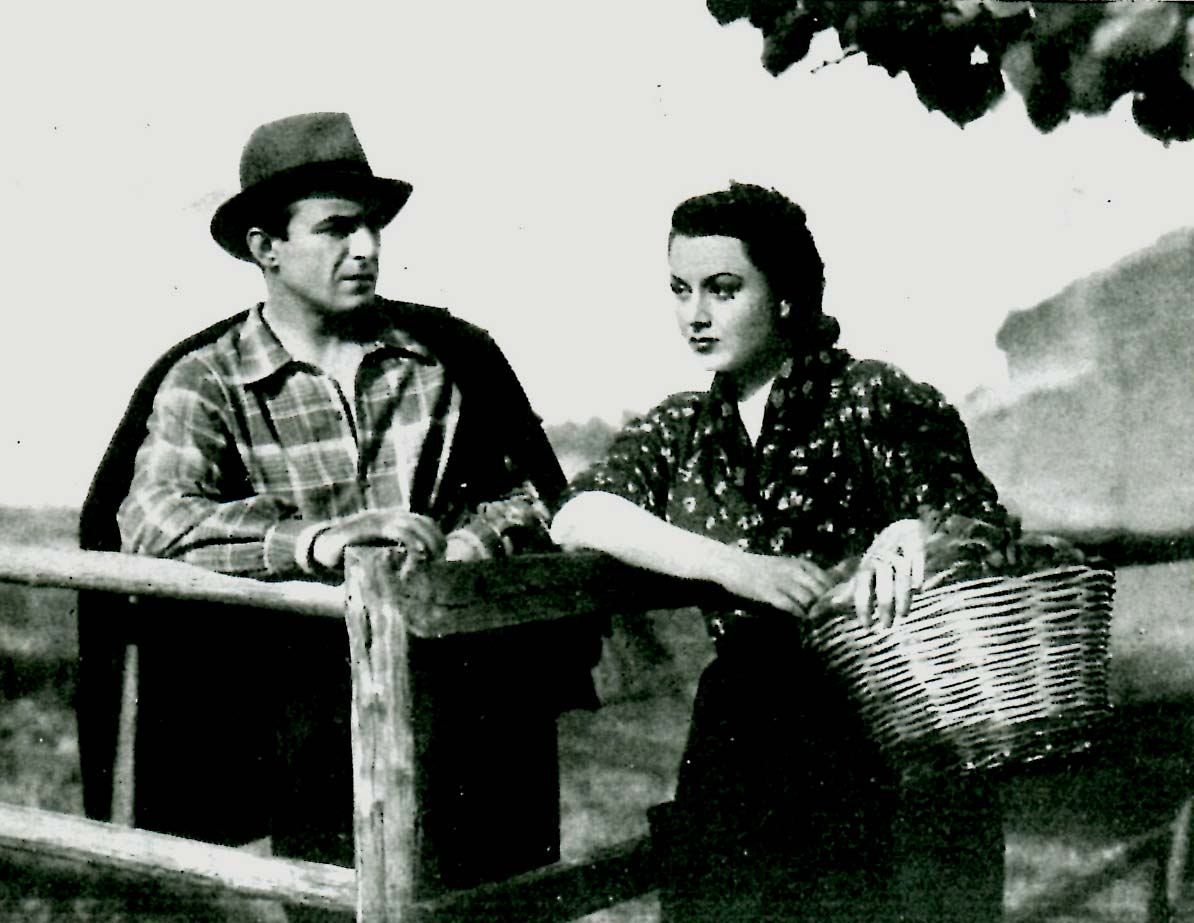
С Паолой Барбара в фильме «Грешница»

## Фильмография
- «Пропавший договор» (it:Il trattato scomparso, режиссёр Марио Боннард, 1933)
- «Адвокат защиты» (L’avvocato difensore, режиссёр Джеро Дзамбуто[итал.], 1934)
- «Подводный свет» (it:Luci sommerse, режиссёр Аделькви Мильяр[итал.], 1934)
- «Золотые лилии» (Fiordalisi d’oro, режиссёр Джоваккино Форцано, 1935)
- «Любовь» (Amore, режиссёр Карло Лудовико Брагалья[итал.], 1935)
- «Сердце бродяги» (Cuor di vagabondo, режиссёр Жан Эпштейн, 1936)
- «Белый эскадрон» (Lo squadrone bianco, режиссёр Аугусто Дженина, 1936)
- «Тринадцать мужчин и одна пушка» (it:Tredici uomini e un cannone, режиссёр Джоваккино Форцано, 1936)
- «Бронзовые часовые» (it:Sentinelle di bronzo, режиссёр Ромоло Марчеллини[итал.], 1937)
- «Джузеппе Верди» (Giuseppe Verdi, режиссёр Кармине Галлоне, 1938)
- «Последний враг» (L’ultima nemica, режиссёр Умберто Барбаро, 1938)
- «Кармен среди красных» (it:Carmen fra i rossi, режиссёр Эдгард Невилль[итал.], 1939)
- «Неаполь, который не умирает» (it:Napoli che non muore, режиссёр Амлето Палерми, 1939)
- «Гордость» (Orgoglio, режиссёр Марко Эльтер[итал.], 1939)
- «Без неба» (it:Senza cielo, режиссёр Альфредо Гуарини[итал.], 1940)
- «Тайная любовница» (it:L'amante segreta, режиссёр Кармине Галлоне, 1940)
- «Осада Алькасара» (it:L'assedio dell'Alcazar, режиссёр Аугусто Дженина, 1940)
- «Грешница» (La peccatrice, режиссёр Амлето Палерми, 1940)
- «Кровавая свадьба» (Nozze di sangue, режиссёр Гоффредо Алессандрини, 1941)
- «Дочь Зелёного Корсара» (La figlia del Corsaro Verde, режиссёр Энрико Гуаццони, 1941)
- «Фары в тумане» (it:Fari nella nebbia, режиссёр Джанни Франчолини, 1941)
- «Смейся, паяц» (Ridi pagliaccio, режиссёр Камилло Мастрочинкве, 1941)
- «Свет во тьме» (it:Luce nelle tenebre, режиссёр Марио Маттоли, 1941)
- «Жёлтый ад» (it:Inferno giallo, режиссёр Геза фон Радваньи, 1942)
- «Бенгази» (Bengasi, режиссёр Аугусто Дженина, 1942)
- «Мы — живые», экранизация одноимённого романа Айн Рэнд, (it:Noi vivi, режиссёр Гоффредо Алессандрини, 1942)
- «Прощай, Кира!» — продолжение фильма «Мы — живые», (it:Addio Kira!, режиссёр Гоффредо Алессандрини, 1942)
- «Выстрел пистолета» (it:Un colpo di pistola, режиссёр Ренато Кастеллани, 1942)
- «Скрытный» (it:Labbra serrate, режиссёр Марио Маттоли, 1942)
- «Маленькая жена» (it:Una piccola moglie, режиссёр Джорджо Бьянки[итал.], 1944)
- «Чёрное платье невесты» (it:L'abito nero da sposa, режиссёр Луиджи Дзампа, 1945)
- «Жизнь начинается снова» (it:La vita ricomincia, режиссёр Марио Маттоли, 1945)
- «Солнце Монтекассино» (it:Il sole di Montecassino, режиссёр Джузеппе Мария Скотезе[итал.], 1945)
- «Прощай, мой прекрасный Неаполь!» (it:Addio, mia bella Napoli!, режиссёр Марио Боннард, 1946)
- «Люди — враги» (Gli uomini sono nemici, режиссёр Этторе Джаннини, 1947)
- «Другая» (it:L'altra, режиссёр Карло Лудовико Брагалья, 1947)
- «Братья Карамазовы» (it:I fratelli Karamazoff, режиссёр Джакомо Джентиломо[итал.], 1947)
- «Бездна» (Voragine, режиссёр Эдгар Невилль[итал.], 1948)
- «Проклятые» (Les Maudits, режиссёр Рене Клеман, 1948)
- «Ветер Африки» (it:Vento d'Africa, режиссёр Антон Джулио Майяно[итал.], 1949)
- «Письмо на рассвете» (it:Una lettera all'alba, режиссёр Джорджо Бьянки[итал.], 1949)
- «Романтика» (Romanticismo, режиссёр Клементе Фракасси[итал.], 1950)
- «Четыре красные розы» (Quattro rose rosse, режиссёр Нунцио Маласомма[итал.], 1951)
- «Дом Рикорди» (Casa Ricordi, режиссёр Кармине Галлоне, 1954)
- «Была пятница, 17» (it:Era di venerdì 17, режиссёр Марио Сольдати, 1957)
- «Монахиня из Монцы» (La monaca di Monza, режиссёр Кармине Галлоне, 1962)
- «Гнев Ахилла» (it:L'ira di Achille, режиссёр Марино Джиролами[итал.], 1962)
- «Дело 107, автомат и бриллианты» (Dossier 107, mitra e diamanti, режиссёр Рафаэль Хиль, 1965)
- «Конформист» (it:Il conformista, режиссёр Бернардо Бертолуччи, 1970)
- «Шипионе, он же африканец» (Scipione detto anche l'africano, режиссёр Луиджи Маньи[итал.], 1971)
- «Наследник» (L’erede, режиссёр Филиппе Лаббро, 1973)